# Pelle Christensen
Per "Pelle" Christensen, född 9 mars 1923 i Oslo, död 30 juli 1995, var en norsk skådespelare. Han var son till Gerda Ring och Halfdan Christensen och bror till Bab Christensen.
Christensen debuterade 1949 på Nationaltheatret som Elias i Bjørnstjerne Bjørnsons Over Ævne I, och var därefter anställd där till 1958. Åren 1958–1962 var han vid Rogaland Teater, och från 1962 vid Den Nationale Scene. Senare arbetade han även som frilans och verkade som översättare, särskilt av fransk skönlitteratur.

## Filmografi (urval)
- 1954 – Heksenetter